# Nevena Jovanović

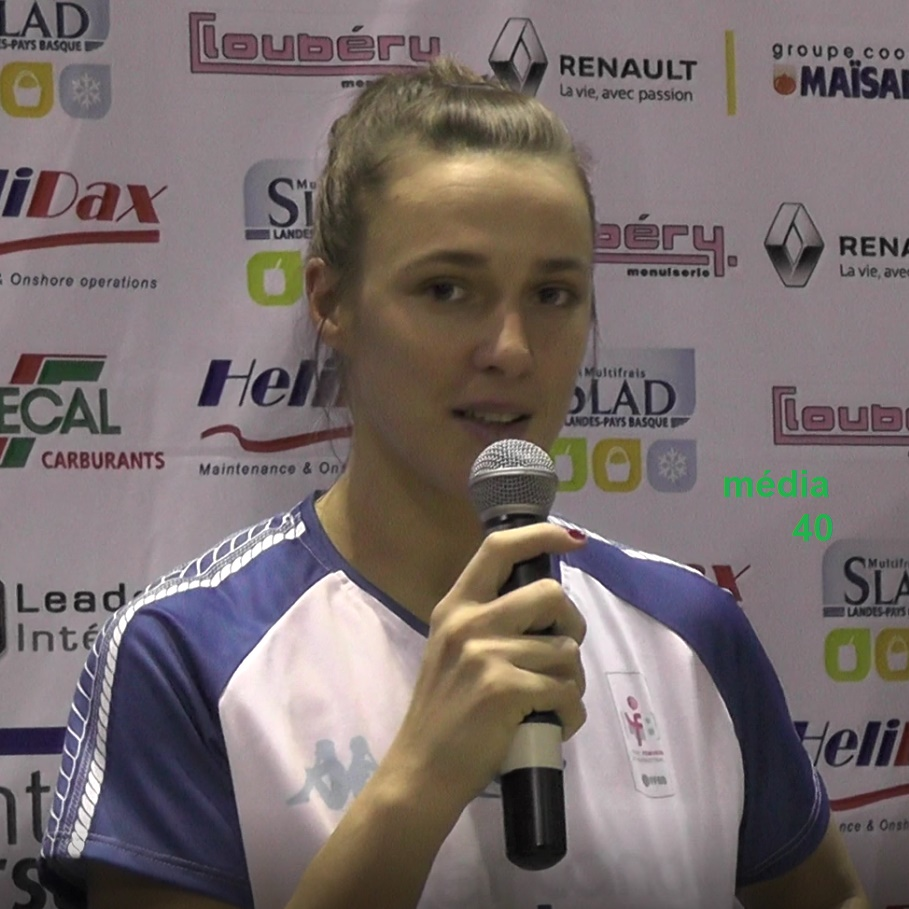
Nevena Jovanović

Nevena Jovanović, född 30 juni 1990 i Kraljevo, är en serbisk basketspelare. Jovanović blev olympisk bronsmedaljör i basket vid sommarspelen 2016 i Rio de Janeiro.